# Канадский народный блок
Канадский народный блок (фр. Bloc populaire canadien), или просто Народный блок (фр. Bloc populaire) — квебекская и канадская политическая партия, основанная 8 сентября 1942. Партия придерживалась националистических принципов. Большинство членов партии составляли коренные квебекцы. Партия ставила целью препятствовать принудительному призыву в канадские войска во время Второй мировой войны.

## История
В военное время значительная часть франкоканадцев воспринимала войну как «чужую», считала, что война отвечает интересам Великобритании, а не Канады, — и не хотела сражаться и умирать «за английского короля». Сам факт, что федеральное правительство Канады провозгласило военную службу обязательной, вызвал массовое возмущение и многочисленные акции протеста. «Народный блок» был создан для политического противодействия призыву и, желательно, его полной отмены.
Партия выдвигала кандидатов как на провинциальных, так и на федеральных выборах: преимущественно в Квебеке, но также на севере провинции Онтарио. В федеральный парламент были избраны 2, а в квебекский — 4 депутата.
Достойным внимания является то, что тогда среди активистов Народного блока был Пьер Эллиот Трюдо, будущий премьер-министр Канады. В те времена он был убежденным квебекским националистом, тогда как в дальнейшей политической жизни выступал против любых националистических проявлений квебекцев.
Другие известные члены Народного блока — Жан Драпо (фр. Jean Drapeau) — будущий мэр города Монреаль, и Андре Лорандо (фр. André Laurendeau) — будущий редактор газеты «Ле Девуар» (фр. Le Devoir).
Партия была распущена 6 июля 1947.